# Sandro Manoel
Sandro Manoel dos Santos (Recife, 23 de julho de 1988) é um futebolista brasileiro que atua como volante. Atualmente defende o Maguary.

## Carreira

### Cruzeiro
Cria das categorias de base do Náutico, Sandro Manoel foi descoberto pelo Cruzeiro e contratado pelo clube mineiro ainda jovem. No clube mineiro, o jogador subiu para o elenco profissional em 2008 e realizou sua estreia num jogo contra o Betim (na época ainda conhecido como Ipatinga), onde foi eleito o melhor em campo. No entanto, sem muitas chances na equipe cruzeirense, foi emprestado a vários times, como Marília, Betim, Democrata, Uberlândia, Boa Esporte e Nacional-MG. Sandro voltou ao Cruzeiro com esperança de ganhar seu espaço em 2011, mas não teve chances e acabou sendo contratado pelo Santa Cruz em 2012.

### Santa Cruz
Estreou no Clássico das Emoções contra o Náutico, conquistando o Campeonato Pernambucano de 2012 e participando da campanha do Tricolor na Série C, onde o clube foi eliminado ainda na primeira fase. Em 2013, sem dúvidas o melhor ano da carreira do jogador, conquistou seu espaço como titular absoluto do time após o seu primeiro gol pela equipe, e logo na final do Pernambucano, no jogo de volta contra o Sport, Sandro Manoel marcou o segundo gol que definiu a vitória por 2 a 0, garantindo o tricampeonato para o clube tricolor.
O jogador voltou a balançar as redes no decorrer da temporada, numa partida contra o Treze pela Série C, marcando um dos gols na goleada por 6 a 0 contra a equipe paraibana. O tricolor foi campeão brasileiro de Série C, primeiro título nacional do clube, sendo Sandro Manoel o melhor primeiro volante do campeonato.
No dia 3 de outubro de 2014, contra o Boa Esporte, o volante completou 100 jogos com a camisa do Santa Cruz. Na ocasião, o Santa venceu por 3 a 0. Ao final do ano, Sandro Manoel não teve o seu contrato renovado e deixou o clube.[carece de fontes?]

### Ceará
Com boas atuações na Série B de 2014, acabou assinando com o Ceará para a temporada de 2015. O jogador realizou um ótimo primeiro semestre pelo Vozão e fez parte da equipe que conquistou a Copa do Nordeste.[carece de fontes?]

### Al-Taawoun
Em julho de 2015, por estar no banco de reservas da equipe alvinegra, Sandro Manoel foi liberado para acertar com o Al-Taawoun. Na ocasião, o time da Arábia Saudita pagou a multa rescisória para poder contar com o volante brasileiro.

### Maguary
Após dez temporadas longe do país, com passagens pelo futebol saudita e também pelo Al-Ahli, do Catar, Sandro Manoel acertou seu retorno ao Brasil em 2024, sendo contratado pelo Maguary para a disputa do Campeonato Pernambucano.

## Títulos
Santa Cruz
- Campeonato Pernambucano: 2012 e 2013[carece de fontes?]
- Campeonato Brasileiro - Série C: 2013[carece de fontes?]

Ceará
- Copa do Nordeste: 2015[carece de fontes?]

Al-Taawoun
- Copa do Rei: 2019[carece de fontes?]